# 御船町立御船小学校
御船町立御船小学校（みふねちょうりつ みふねしょうがっこう）は、熊本県上益城郡御船町にある小学校。

## 沿革
- 1872年（明治5年） - 辺田見小学校、御船小学校創立。
- 1875年（明治8年）10月 - 御船小学校設立開校
- 1887年（明治20年）4月 - 御船尋常小学校、辺田見尋常小学校と改称
- 1891年（明治24年）7月 - 滝川分校が独立し滝川尋常小学校となる
- 1905年（明治36年）10月 - 辺田見尋常小学校を滝川尋常小学校に統合
- 1918年（大正7年） - 御船尋常小学校・滝川尋常小学校が合併し御船尋常高等小学校となる
- 1941年（昭和16年） - 御船国民学校と改称
- 1947年（昭和22年） - 御船町立御船小学校と改称